# 131e méridien ouest
En géographie, le 131e méridien ouest est le méridien joignant les points de la surface de la Terre dont la longitude est égale à 131° ouest.

## Géographie

### Dimensions
Comme tous les autres méridiens, la longueur du 131e méridien correspond à une demi-circonférence terrestre, soit 20 003,932 km. Au niveau de l'équateur, il est distant du méridien de Greenwich de 14 583 km,.
Avec le 49e méridien est, il forme un grand cercle passant par les pôles géographiques terrestres.

### Régions traversées
En commençant par le pôle Nord et descendant vers le sud au pôle Sud, Le 131e méridien ouest passe par:
| Coordonnées           | Pays, territoire ou mer | Notes |
| --------------------- | ----------------------- | --- |
| 90° 00′ N, 131° 00′ O | Océan Arctique          | |
| 75° 08′ N, 131° 00′ O | Mer de Beaufort         | |
| 70° 03′ N, 131° 00′ O | Canada                  | Territoires du Nord-Ouest Yukon — à partir de 64° 16′ N, 131° 00′ O Colombie-Britannique — à partir de 60° 00′ N, 131° 00′ O |
| 56° 24′ N, 131° 00′ O | États-Unis              | Alaska — Alaska du Sud-Est (continent), Île Revillagigedo, et l'Alaska du Sud-Est à nouveau |
| 55° 00′ N, 131° 00′ O | Entrée Dixon            | Passe juste à l'est de l'Île Zayas, Colombie-Britannique, Canada (à 54° 36′ N, 131° 02′ O) Passe juste à l'ouest de l'Île Dundas, Colombie-Britannique, Canada (at 54° 30′ N, 130° 58′ O) Passe juste à l'ouest de Stephens Island, Colombie-Britannique, Canada (à 54° 10′ N, 130° 49′ O) |
| 50° 05′ N, 131° 00′ O | Détroit d'Hecate        | |
| 52° 13′ N, 131° 00′ O | Canada                  | Colombie-Britannique — Île Moresby et Île Kunghit (en) |
| 52° 00′ N, 131° 00′ O | Océan Pacifique         | Passe juste à l'ouest de l'Île Oeno, Îles Pitcairn (à 23° 55′ S, 130° 45′ O) |
| 60° 00′ S, 131° 00′ O | Océan Austral           | |
| 74° 21′ S, 131° 00′ O | Antarctique             | Liste des territoires non revendiqués |